# Коробкинское сельское муниципальное образование
Коробкинское сельское муниципальное образование — сельское поселение в Сарпинском районе Калмыкии. Единственным населённым пунктом и административным центром является посёлок Коробкин.

## География
СМО расположено в северной части Сарпинского района в пределах Ергенинской возвышенности.
Коробкинское СМО граничит:
- на востоке - с Садовским СМО;
- на юге - с Уманцевским СМО;
- на западе - с Шарнутовским СМО;
- на севере - с Октябрьским районом Волгоградской области;
- на северо-востоке - с Малодербетовским районом (Тундутовским СМО).

## Население
| 2002 | 2010 | 2011 | 2012 | 2013 | 2014 | 2015 |
| ---- | ---- | ---- | ---- | ---- | ---- | ---- |
| 467  | ↘346 | ↘344 | ↘331 | ↘329 | ↘323 | ↗325 |
| 2016 | 2017 | 2018 | 2019 | 2020 | 2021 |      |
| ↘324 | ↘318 | ↘297 | ↘292 | ↘287 | ↘236 |      |

Население СМО (на 01.01.2012 года) составляет 328 человек. Плотность населения в СМО составляет 2,1 чел./км². Национальный состав: русские – 46,9 %, калмыки – 43,3 %, другие национальности – 9,8 %..

## Экономика
Основная отрасль экономики - сельское хозяйство. Ведущим сельскохозяйственным предприятием в СМО является ООО "Терра", специализирующиеся на животноводстве (основной профиль) и растениеводстве. Кроме того, хозяйственную деятельность (сельскохозяйственное производство) со специализацией на животноводстве (преимущественно) и растениеводстве в СМО ведут 3 КФХ.